# Policarm de Nàucratis
Policarm (en grec antic: Πολύχαρμος, llatí: Polycharmus) fou un historiador de l'antiga Grècia d'època incerta.
És conegut gràcies a una referència d'Ateneu de Nàucratis, que diu que va escriure una obra sobre Afrodita (Περὶ ̓Αφροδίτης), de la qual cita un passatge. D'altra banda, és possible que es tracti del mateix escriptor que el mateix Ateneu cita com a autor d'una obra sobre la regió de Lícia, a l'Àsia Menor (Λυκιακά), que també és usada per Estèfan de Bizanci.